# Saint-Médard-d'Eyrans
Saint-Médard-d'Eyrans é uma comuna francesa na região administrativa da Nova Aquitânia, no departamento da Gironda. Estende-se por uma área de 12,71 km². Em 2010 a comuna tinha 3 079 habitantes (densidade: 242,3 hab./km²).